# Chadurie
Chadurie és un municipi francès situat al departament del Charente i a la regió de la Nova Aquitània. L'any 2007 tenia 517 habitants.

## Demografia

### Població
El 2007 la població de fet de Chadurie era de 517 persones. Hi havia 190 famílies de les quals 36 eren unipersonals (20 homes vivint sols i 16 dones vivint soles), 63 parelles sense fills, 83 parelles amb fills i 8 famílies monoparentals amb fills.
La població ha evolucionat segons el següent gràfic:
Habitants censats

### Habitatges
El 2007 hi havia 230 habitatges, 196 eren l'habitatge principal de la família, 25 eren segones residències i 8 estaven desocupats. 225 eren cases i 4 eren apartaments. Dels 196 habitatges principals, 150 estaven ocupats pels seus propietaris, 36 estaven llogats i ocupats pels llogaters i 11 estaven cedits a títol gratuït; 2 tenien una cambra, 2 en tenien dues, 23 en tenien tres, 51 en tenien quatre i 119 en tenien cinc o més. 163 habitatges disposaven pel capbaix d'una plaça de pàrquing. A 79 habitatges hi havia un automòbil i a 108 n'hi havia dos o més.

### Piràmide de població
La piràmide de població per edats i sexe el 2009 era:
| Homes | Edats   | Dones |
| ----- | ------- | ----- |
| 0     | 95 o +  | 4     |
| 0     | 90 a 94 | 0     |
| 0     | 85 a 89 | 4     |
| 0     | 80 a 84 | 12    |
| 12    | 75 a 79 | 8     |
| 8     | 70 a 74 | 12    |
| 20    | 65 a 69 | 20    |
| 0     | 60 a 64 | 8     |
| 16    | 55 a 59 | 0     |
| 8     | 50 a 54 | 8     |
| 12    | 45 a 49 | 16    |
| 28    | 40 a 44 | 16    |
| 28    | 35 a 39 | 24    |
| 20    | 30 a 34 | 16    |
| 12    | 25 a 29 | 16    |
| 20    | 20 a 24 | 4     |
| 16    | 15 a 19 | 16    |
| 16    | 10 a 14 | 20    |
| 0     | 5 a 9   | 8     |
| 8     | 0 a 4   | 20    |

## Economia
El 2007 la població en edat de treballar era de 320 persones, 247 eren actives i 73 eren inactives. De les 247 persones actives 230 estaven ocupades (114 homes i 116 dones) i 17 estaven aturades (7 homes i 10 dones). De les 73 persones inactives 32 estaven jubilades, 10 estaven estudiant i 31 estaven classificades com a «altres inactius».

### Ingressos
El 2009 a Chadurie hi havia 189 unitats fiscals que integraven 494,5 persones, la mediana anual d'ingressos fiscals per persona era de 16.989 €.

### Activitats econòmiques
Dels 20 establiments que hi havia el 2007, 1 era d'una empresa extractiva, 1 d'una empresa de fabricació d'altres productes industrials, 8 d'empreses de construcció, 4 d'empreses de comerç i reparació d'automòbils, 1 d'una empresa de transport, 3 d'empreses d'hostatgeria i restauració, 1 d'una empresa financera i 1 d'una empresa de serveis.
Dels 7 establiments de servei als particulars que hi havia el 2009, 2 eren paletes, 1 guixaire pintor, 2 fusteries, 1 empresa de construcció i 1 restaurant.
L'any 2000 a Chadurie hi havia 24 explotacions agrícoles que ocupaven un total de 1.394 hectàrees.

## Equipaments sanitaris i escolars
El 2009 hi havia una escola elemental.

## Poblacions més properes
El següent diagrama mostra les poblacions més properes.